# Вакцинація проти COVID-19 у Боснії і Герцеговині
Вакцинація проти COVID-19 у Боснії і Герцеговині — це кампанія масової імунізації населення Боснії і Герцеговини проти COVID-19 під час пандемії коронавірусної хвороби. Вакцинація в країні розпочалась 12 лютого 2021 року. Станом на 29 січня 2022 року першу дозу отримали 943394 особи, другу — 846080 осіб, третю — 135476 осіб.

## Використання вакцин
Під час вакцинації у Боснії і Герцеговині використовувалися 5 видів вакцин проти COVID-19. Станом на 25 січня 2022 року до країни надійшло 3948830 доз вакцини.
| Вакцина            | Доставлені дози | Схвалення | Введення |
| ------------------ | --------------- | --------- | -------- |
| Sinopharm BIBP     | 1,09 мільйона   | Так       | Так      |
| Oxford-AstraZeneca | 1,05 мільйона   | Так       | Так      |
| Pfizer–BioNTech    | 284310          | Так       | Так      |
| Спутник V          | 199300          | Так       | Так      |
| Коронавак          | 90000           | Так       | Так      |